# 渦陽県
渦陽県（かよう-けん）は、中華人民共和国安徽省亳州市に位置する県。

## 行政区画
- 街道:城関街道、星園街道、天静宮街道
- 鎮:西陽鎮、渦南鎮、楚店鎮、高公鎮、高炉鎮、曹市鎮、青町鎮、青疃鎮、石弓鎮、竜山鎮、義門鎮、新興鎮、臨湖鎮、丹城鎮、馬集店鎮、花溝鎮、店集鎮、陳大鎮、牌坊鎮、公吉寺鎮、標里鎮